# Neapolský mastin
Neapolský mastin, psáno též mastiff (italsky: Mastino napoletano, anglicky: Neapolitan Mastiff), je robustní molossoidní plemeno původem z Itálie, které má své kořeny již ve starověkem Římě. Dospělí psi dosahují hmotnosti až 70 kg a kohoutkové výšky 75 cm, feny jsou obecně menší i lehčí. Plemeno je typické svým vrásčitým tělem, především obličejem. Uši se v některých zemích kupírují, avšak v Česku je kupírování uší zakázáno a pes s kupírovanýma ušima nemůže být na výstavách posouzen. Povahově se jedná spíše o méně aktivní, vyrovnané, tvrdohlavé a osobité plemeno, které se hodí pro zkušenější chovatele. Péče o něj je navíc poměrně finančně náročná. Neapolský mastin se objevil například ve filmové sérii Harry Potter, kde je pes hajného Hagrida Tesák neapolský mastin.

## Historie

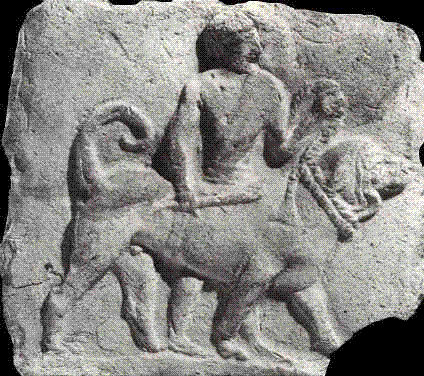
Reliéf psa asyrského typu z 9. století př. n. l.

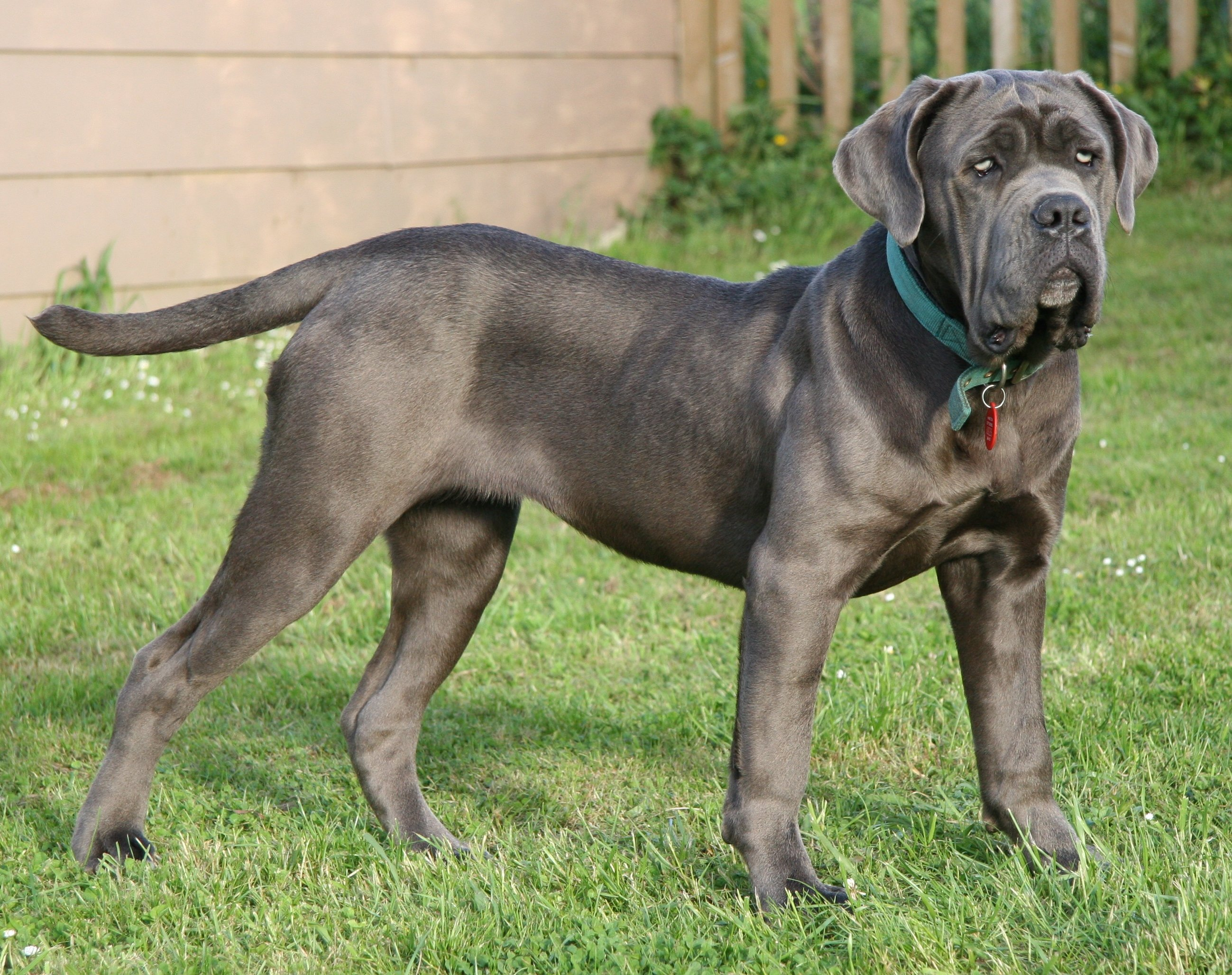
Pětiměsíční štěně s nekupírovanýma ušima

Psi podobného typu existovali v Itálii již okolo 3. století př. n. l. a nazývali se canis pugnaces. Původně se mělo jednat o asyrské psy, kteří sem pravděpodobně byli dovezeni. Právě tito psi dali základ všem evropským molossoidním plemenům: bordeauxským dogám, anglickým mastifům, buldokům a též neapolským mastinům. Ti byli využívání i během válečných tažení, kdy byli vypouštěni proti nepříteli, jinak ale byli chováni různými společenskými vrstvami pro různé účely. Římský letopisec Cullumela, mimo jiné, popisoval ve svém díle „De Re Rustica“ i ideálního hlídacího psa, který se nápadně podobal neapolskému mastinovi.
Označení „neapolský mastin“ se poprvé objevilo ve 13. století, kdy ho použil básník Dante Alighieri. Nejde však o ustálené plemeno, ale spíše jen o označení zdejších molossoidních psů, nedá se tedy říct, zda už tehdy existovali současní neapolští mastinové. Je navíc možné, že tito psi nebyli neapolští mastinové, nýbrž jiné psí plemeno: cane corso, též italský corso pes nebo korsický řeznický pes.
V 19. a 20. století existovalo psí plemeno podobné konstrukce, pravděpodobně přímý předek neapolského mastina. V této době ale pomalu začala jejich populace klesat. Během celého 19. a části 20. století se dokonce nenalezli žádné záznamy o těchto psech. Objevovali se různí velcí psi, kteří ale byli hnědého nebo skvrnitého zbarvení a nevyhovovali tak modré barvě neapolských mastinů. Právě první modře zbarvení molossové se začali objevovat ve 30. letech 20. století. Roku 1946 se pak konala výstava Castel dell´Oro, během níž bylo předvedeno osm těchto psů. Jen jediný z nich ale zaujal pozdějšího hlavního šlechtitele neapolských mastinů: pes Angiolino. Ten zaujal kynologa Pierra Scanzianiho a později byl pokládán za ideálního představitele plemene, ačkoliv na výstavě byl prezentován jako cane corso. Scanziani byl původně chovatel německých boxerů, když mu ale na výstavě učaroval Angiolino, rozhodl se koupit několik podobných jedinců, kteří vyhovovali jeho představám. Mimo jiné koupil i psa jménem Guaglino, podle něhož byl vypracován standard, a který se stal prvním neapolským mastinem zapsaným v plemenné knize. Ještě roku 1949 plemeno uznala Mezinárodní kynologická federace (zkráceně FCI). Ke zvýšení populace těchto psů ale docházelo postupně, nejvíce během 70. let 20. století. Finanční náročnost chovu a nutnost zkušeností s podobnými typy psů ale zajišťuje, že se stále jedná spíše o vzácné plemeno. V Česku působí jen málo chovatelských stanicí.
Roku 2004 plemeno oficiálně uznal American Kennel Club (zkráceně AKC).

## Vzhled
Neapolský mastin je těžký, masivní a mohutný pes. Výrazně vrásčitý obličej téměř znemožňuje záměnu s jakýmkoliv jiným plemenem. Tělo je spíše delšího rámce. Srst je krátká, tvrdá, hustá a po celém těle by měla být i stejně dlouhá. Preferuje se šedá (do modra i ocelová) a černá barva, avšak jako chyba není posuzována ani hnědá, plavá, izabelová nebo sytě žlutá barva. Barvy mohou být i žíhané. Malé bílé skvrny na hrudi nebo prstech jsou přípustné. Kůže je silná a po celém těle volná a především na hlavě tvoří vrásky.
Hlava krátká a masivní, lebka široká a plochá. Jařmové oblouky výrazné, stop dobře vyjádřený. Uši jsou, vzhledem ke zbytku hlavy a těla, malé, trojúhelníkovitého tvaru. V Česku je jejich kupírování zakázané a takový pes nesmí být na výstavě posouzen. Oči jsou daleko od sebe, kulaté a dobře vsazené. Duhovka je obvykle tmavší než barva srsti. Volná kůže do očí nesmí zasahovat. Krk je lehce klenutý a poměrně krátký, s lalokem. Hřbet je široký a dlouhý, měl by být dobře osvalený. Bedra široká a též dobře osvalená. Ocas neapolského mastina je u kořene silný a ke konci se zužuje. V klidu ho pes nese svěšený nebo mírně zahnutý, v pohybu vodorovný nebo nad hřbetem. Nohy jsou silné, robustní, zadní tlapky jsou menší než přední. Jsou kuleté, se sevřenými prsty.

## Povaha

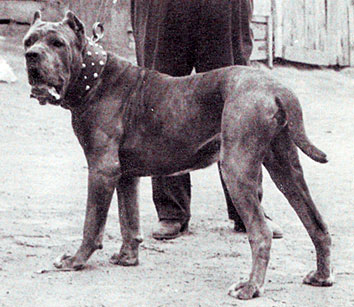
Dospělý neapolský mastin

Neapolský mastin je klidný, tichý, rozvážný a vyrovnaný pes. Je temperamentní, někdy až dominantní. Ve štěněcím období jsou aktivní a hraví, později se tento povahový rys vytrácí: dospělí neapolští mastinové se pohybu nevyhýbají, zároveň ho ale ani nevyhledávají. Nejen v dospělosti, ale i u mladých jedinců je nutné dbát na zdraví kyčlí a proto není vhodné psa příliš přetěžovat. Jsou loajální k majiteli, ale ne závislí, a přestože příliš neštěkají, v případě nutnosti jsou z nich velice dobří hlídači, kteří jsou schopni bránit svého pána. Zároveň ale dokáže odhadnout, kdo je přítel a kdo ne. Na výcvik nejsou tak nároční, jako na výchovu: přestože jsou poměrně těžkopádní, jsou i chytří a povely se učí rychle. K dětem jsou tolerantní a milí, avšak svým velkým tělem je mohou snadno zranit. Navíc se upínají spíše k jednomu členu rodiny, než k rodině jako celku, proto se hodí spíše pro jednotlivce. Co se vztahu k domácím zvířatům týče, pak s nimi nemají problém, pokud k tomu byli vychováváni. Pes, který se už při příchodu do rodiny seznámí s jiným zvířetem, například kočkou, se s ní naučí vycházet lépe, než kdyby se kočka objevila až po delší době. Vyhledávají přítomnost svého majitele a těžce snášejí samotu.
Majitel neapolského mastina by měl být sebevědomý a působit asertivně. Nejde o psy pro začátečníky, ale spíše pro chovatele, kteří mají s tvrdohlavými a temperamentními plemeny zkušenosti. Jako jiná velká psí plemena, i toto je poměrně finančně náročné.
Již při výběru jedince je dobré zaměřit se na povahu jednotlivců, protože pokud je štěně již v mladém věku agresivní a nejde jen o hru, pak je pravděpodobné, že se tak bude chovat i v dospělosti a toto chování se bude stupňovat. Feny bývají většinou mírnější, i přesto lze ale najít takové, které jsou silně agresivní.

## Zdraví a péče
Mastinové jsou náchylní k přehřátí a tedy i ke zkolabování. Neměli by proto být vystavováni příliš velkému vedru a naopak by měli mít přístup ke studené vodě a chladnému místu. Další možný zdravotní problém představují alergie. Podobně jako člověk, i psi mohou být alergičtí na cokoliv, od pokousání hmyzem až po některé složky potravy, a stejně tak také reagují. Mohou být například oteklí, mít vyrážku, ale také průjem. Častým problémem jsou onemocnění očí a kůže.
Neapolští mastinové vyžadují alespoň trochu pohybu, nejlépe ve formě delších procházek. Nehodí se pro jakýkoliv typ psího sportu a ačkoliv je popisován jako „služební pes“, není jím a pro takový výcvik se nehodí.
Kvůli krátké srsti by tito psi měli být chování spíše v domě s přístupem ven.